# Diaethria
A Diaethria a rovarok (Insecta) osztályának a lepkék (Lepidoptera) rendjéhez, ezen belül a tarkalepkefélék (Nymphalidae) családjához tartozó Biblidinae alcsalád egyik neme.

## Rendszerezés
A nembe az alábbi 20 faj tartozik:
- Diaethria anna
- Diaethria astala
- Diaethria asteria
- Diaethria candrena
- Diaethria clymena
- Diaethria dodone
- Diaethria eluina
- Diaethria euclides
- Diaethria eupepla
- Diaethria gabaza
- Diaethria gueneei
- Diaethria janeira
- Diaethria lidwina
- Diaethria marchalii
- Diaethria meridionalis
- Diaethria metiscus
- Diaethria neglecta
- Diaethria panthalis
- Diaethria pavira
- Diaethria phlogea

## Fordítás
- Ez a szócikk részben vagy egészben  a   Diaethria című angol Wikipédia-szócikk fordításán alapul.  Az eredeti cikk szerkesztőit annak laptörténete sorolja fel. Ez a jelzés csupán a megfogalmazás eredetét és a szerzői jogokat jelzi, nem szolgál a cikkben szereplő információk forrásmegjelöléseként.